# فرودگاه محلی نیو ریچموند
 فرودگاه محلی نیو ریچموند (به انگلیسی: New Richmond Regional Airport) یک فرودگاه عملیاتی است که یک باند فرود آسفالت دارد و طول باند آن ۱۶۷۷ متر است. این فرودگاه در شهر نیو ریچموند، ویسکانسین کشور ایالات متحده آمریکا قرار دارد و در ارتفاع ۳۰۳٫۹ متری از سطح دریا واقع شده است.